# Eparquía de Kanjirapally
La eparquía de Kanjirapally o Kanjirappally (en latín: Eparchia Kanjirapallensis y en inglés: Syro-Malabar Catholic Eparchy of Kanjirappally) es una circunscripción eclesiástica de la Iglesia católica en India. Se trata de una eparquía siro-malabar, sufragánea de la archieparquía de Changanacherry. Desde el 15 de enero de 2020 su eparca es Jose Pulickal.

## Territorio y organización
La eparquía tiene 1980 km² y extiende su jurisdicción sobre los fieles católicos siro-malabares residentes en el estado de Kerala en parte de los distritos de Kottayam, Idukki y Pathanamthitta.
La sede de la eparquía se encuentra en la ciudad de Kanjirapally, en donde se halla la Catedral de Santo Domingo.
En 2021 en la eparquía existían 148 parroquias.

## Historia
La eparquía de Kanjirapally fue erigida el 26 de febrero de 1977 con la bula Nos Beati del papa Pablo VI, separando del territorio de la archieparquía de Changanacherry las foranías de Kanjirapally, Anakkara, Erumely, Kattappana, Mundakayam y Upputhara.

Cum autem metropolitana Ecclesia Changanacherrensis maiorem in modum his temporibus crevisset quam ut uno regimine unove ab Ordinario efficaciter gubernaretur, idcirco visum est Sacrae Congregationi pro Ecclesiis Orientalibus suadere ut ex partibus locisque inde subtractis nova alia erigeretur Eparchia in finibus Indiae. Hanc libentes quidem amplexi sententiam ac rem ipsam feliciter cessuram esse rati, pro apostolica auctoritate Nostra ea quae sequuntur statuimus ad certiorem Catholici ibi nominis confirmationem et propagationem. Constituimus enim Eparchiam Kanjimpallensem, cuius sedes sita sit in eiusdem tituli urbe, et cathedrale templum aedes illic Sancto Dominico sacra; dicio haec constet ex vicariatibus foraneis vulgari vocabulo Kanjirapally, Erumely, Mundakayam, Anakara, Kattapana et Upputhara nuncupatis; habeat quam primum haec Eparchia proprium Seminarium sacrum minus erudiendis sacerdotii alumnis qui superiora vero studia peragant apud Seminarium Apostolicum Sancti Thomae; subsit denique veluti ecclesia suffraganea ipsi metropolitanae Sedi Changanacherrensi.

El 12 de mayo de 1977 la eparquía fue inaugurada y al día siguiente, con la carta apostólica Ne institutae, el papa Pablo VI proclamó a la Bienaventurada Virgen María Madre de Dios como patrona principal de la eparquía.

## Estadísticas
Según el Anuario Pontificio 2022 la eparquía tenía a fines de 2021 un total de 176 131 fieles bautizados.
| Año                                                                             | Población            | Población | Población      | Sacerdotes | Sacerdotes    | Sacerdotes    | Bautizados por sacerdote | Diáconos permanentes | Religiosos | Religiosos | Parroquias |
| Año                                                                             | Bautizados católicos | Total     | % de católicos | Total      | Clero secular | Clero regular | Bautizados por sacerdote | Diáconos permanentes | Varones    | Mujeres    | Parroquias |
| ------------------------------------------------------------------------------- | -------------------- | --------- | -------------- | ---------- | ------------- | ------------- | ------------------------ | -------------------- | ---------- | ---------- | ---------- |
| 1980                                                                            | 128 112              | ?         | ?              | 95         | 73            | 22            | 1348                     |                      | 45         | 808        | 96         |
| 1990                                                                            | 152 528              | 996 214   | 15.3           | 160        | 118           | 42            | 953                      |                      | 77         | 1148       | 105        |
| 1999                                                                            | 162 675              | 1 857 661 | 8.8            | 218        | 163           | 55            | 746                      |                      | 83         | 1420       | 119        |
| 2000                                                                            | 160 709              | 1 041 766 | 15.4           | 247        | 192           | 55            | 650                      |                      | 78         | 1420       | 119        |
| 2002                                                                            | 152 500              | 1 055 800 | 14.4           | 244        | 186           | 58            | 625                      |                      | 97         | 1526       | 122        |
| 2003                                                                            | 172 050              | 1 100 300 | 15.6           | 309        | 193           | 116           | 556                      |                      | 176        | 1479       | 127        |
| 2004                                                                            | 172 050              | 1 100 300 | 15.6           | 313        | 197           | 116           | 549                      |                      | 176        | 1479       | 127        |
| 2006                                                                            | 192 000              | 1 214 620 | 15.8           | 310        | 194           | 116           | 619                      |                      | 210        | 1840       | 136        |
| 2009                                                                            | 203 960              | 1 264 000 | 16.1           | 270        | 199           | 71            | 755                      |                      | 161        | 1890       | 138        |
| 2013                                                                            | 225 618              | 1 364 925 | 16.5           | 296        | 224           | 72            | 762                      |                      | 147        | 1934       | 141        |
| 2016                                                                            | 214 900              | 1 425 824 | 15.1           | 320        | 240           | 80            | 671                      |                      | 155        | 1950       | 143        |
| 2019                                                                            | 222 700              | 1 479 560 | 15.1           | 342        | 257           | 85            | 651                      |                      | 111        | 1674       | 147        |
| 2021                                                                            | 176 131              | 1 510 700 | 11.7           | 344        | 259           | 85            | 512                      |                      | 185        | 1722       | 148        |
| Fuente: Catholic-Hierarchy, que a su vez toma los datos del Anuario Pontificio. |                      |           |                |            |               |               |                          |                      |            |            |            |

## Episcopologio
- Joseph Powathil (26 de febrero de 1977-5 de noviembre de 1985 nombrado archieparca de Changanacherry)
- Mathew Vattackuzhy † (20 de diciembre de 1986-23 de diciembre de 2000 renunció)
- Mathew Arackal (23 de diciembre de 2000-15 de enero de 2020 retirado)
- Jose Pulickal, desde el 15 de enero de 2020